# Velepirene gressitti
Velepirene gressitti är en stekelart som beskrevs av Boucek 1988. Velepirene gressitti ingår i släktet Velepirene och familjen puppglanssteklar. Inga underarter finns listade i Catalogue of Life.